# QT案
《QT訴入境事務處》（英語：QT v Director of Immigration），亦被傳媒稱為「QT案」，是香港性小眾權益的一個重大案件。終審法院五位法官，一致裁定同性伴侶可以申請受養人簽證來港。

## 概要
英籍女子代號QT與他的伴侶SS，2011年在英國透過民事結合，註冊成為同性伴侶，並移居香港。QT於2014年控告香港入境處，因相關法規指「配偶」須為異性而拒絕受養人簽證申請。2018年7月4日香港終審法院判決，QT勝訴，保障她能持配偶簽證，享香港居留和工作權。

## 資料來源
1. ↑  
【QT案】 香港法院首判：承認外國同性伴侶，「配偶」不再只是「異性」  （页面存档备份，存于） 2018.7.4 關鍵評論